# Liste der Monuments historiques in Pugey
Die Liste der Monuments historiques in Pugey führt die Monuments historiques in der französischen Gemeinde Pugey auf.

## Liste der Objekte
| Bezeichnung                   | Beschreibung                                                                                                 | Standort                      | Kennzeichnung | Schutzstatus | Datum | Bild |
| ----------------------------- | --- | ----------------------------- | ------------- | ------------ | ----- | ---- |
| Skulptur Christus in der Rast | Holz, farbig gefasst, 17. Jahrhundert                                                                        | in der Kirche St-André (Lage) | PM25001249    | Classé       | 1962  |      |
| Skulptur Madonna mit Kind     | Marmor, 17. Jahrhundert                                                                                      | in der Kirche St-André (Lage) | PM25001250    | Classé       | 1962  |      |
| Gemälde Verkündigungsengel    | Grisaillemalerei auf Holz, Ende des 16. Jahrhunderts                                                         | in der Kirche St-André (Lage) | PM25001251    | Classé       | 1975  |      |
| Gemälde Heiliger Antonius     | Ölfarbe auf Holz, Ende des 16. Jahrhunderts                                                                  | in der Kirche St-André (Lage) | PM25001252    | Classé       | 1975  |      |
| Kelch                         | Silber, vergoldet, bezeichnet 1841                                                                           | in der Kirche St-André (Lage) | PM25001720    | Classé       | 1992  |      |
| Hauptaltar                    | Altartisch, Retabel und Wandvertäfelung; Holz, farbig gefasst, 18. und 19. Jahrhundert                       | in der Kirche St-André (Lage) | PM25002361    | Inscrit      | 1975  |      |
| Marienaltar                   | rechter Seitenaltar; Altartisch, Retabel und Rahmen; Stein, Holz, farbig gefasst, 16. und 18. Jahrhundert    | in der Kirche St-André (Lage) | PM25002362    | Inscrit      | 1975  |      |
| Kruzifix                      | Holz, farbig gefasst, 17. Jahrhundert                                                                        | in der Kirche St-André (Lage) | PM25002364    | Inscrit      | 1975  |      |
| Maria-Rosenkranz-Altar        | linker Seitenaltar; Retabel und Gemälde; Holz, farbig gefasst, Ölfarbe auf Leinwand, 17. und 18. Jahrhundert | in der Kirche St-André (Lage) | PM25002363    | Inscrit      | 1975  |      |